# Мурото
 Мурото  (јап. 室戸市) град је у Јапану у префектури Кочи. Према попису становништва од 31. јануара 2012. у граду је живело 16.050 становника. Град је основан 1. марта 1951. године.

## Становништво
Према подацима са пописа, у граду је 2012. године живело 16.050 становника.
| 1995.  | 2000.  | 2005.  |
| ------ | ------ | ------ |
| 21.430 | 19.472 | 17.490 |